# Dagmara Dryl
Dagmara Dryl-Anczykowska (ur. w Łodzi) – polska tancerka warszawskiej sceny baletowej oraz pedagog tańca klasycznego; w latach 2007–2016 solistka, a latach 2016–2019 pierwsza solistka Polskiego Baletu Narodowego.

## Kariera artystyczna
Jest absolwentką Państwowej Szkoły Baletowej im. Romana Turczynowicza w Warszawie (2001) oraz pedagogiki tańca na Uniwersytecie Muzycznym Fryderyka Chopina (2008).
Od 2001 związana z baletem Teatru Wielkiego – Opery Narodowej. Od 2007 solistka, a od 2016 pierwsza solistka Polskiego Baletu Narodowego. Odtwórczyni czołowych ról w repertuarze klasycznym i współczesnym. Z końcem roku 2019 zakończyła karierę sceniczną i 29 grudnia podczas przedstawienia Dziadka do orzechów na scenie Teatru Wielkiego – Opery Narodowej uroczyście pożegnała się ze sceną.
Pracowała jako nauczycielka tańca klasycznego w Ogólnokształcącej Szkole Baletowej im. Romana Turczynowicza w Warszawie. Uczy także prywatnie.
W 1999 zdobyła III Nagrodę w kategorii seniorów XI Ogólnopolskiego Konkursu Tańca w Gdańsku. Była też stypendystką Ministra Kultury i Dziedzictwa Narodowego (2000, 2004). 11 kwietnia 2017 uhonorowana została Brązowym Medalem „Zasłużony Kulturze Gloria Artis”.

## Najważniejsze role
Na podstawie materiału źródłowego
Teatr Wielki – Opera Narodowa / Polski Balet Narodowy
- Izolda w Tristanie (Krzysztof Pastor)
- Pas d’action w Bajaderze (trad. / Natalia Makarowa)
- Kitty w Annie Kareninie (Alexei Ratmansky)
- Nikija w Bajaderze (trad. / Natalia Makarowa)
- Allegro assai i inne partie solowe w Kurcie Weillu (Krzysztof Pastor)
- Klara w Dziadku do orzechów (Andrzej Glegolski)
- Królowa Kwiatów w Dziadku do orzechów (Andrzej Glegolski)
- Cień-solistka 2 i 3 w Bajaderze (trad. / Natalia Makarowa)
- Przyjaciółka Księcia (Pas de trois) w Jeziorze łabędzim (trad. / Irek Muchamiedow)
- Pas de quatre w Jeziorze łabędzim (trad. / Irek Muchamiedow)
- Siostra Fryderyka w Chopinie, artyście romantycznym (kreacja, Patrice Bart)
- Księżniczka Florina w Śpiącej królewnie (trad. / Jurij Grigorowicz)
- Wróżka Brylantów w Śpiącej królewnie (trad. / Jurij Grigorowicz)
- Druga Aria w In Light and Shadow (Krzysztof Pastor)
- Dama na balu w Chopinie, artyście romantycznym (Patrice Bart)
- Luiza, siostra Klary w Dziadku do orzechów (Toer van Schayk & Wayne Eagling)
- Śnieżynka-Solistka w Dziadku do orzechów (Toer van Schayk & Wayne Eagling)
- Cztery młode kobiety w Święcie wiosny (Maurice Béjart)
- Serafin współczesny w Sześciu skrzydłach aniołów (kreacja, Jacek Przybyłowicz)
- Wróżka Jesieni w Kopciuszku (Frederick Ashton)
- Wróżka Wiosny w Kopciuszku (Frederick Ashton)
- Speak Low (duet) w Weill Suite (Krzysztof Pastor)
- Ofelia w Hamlecie (Jacek Tyski)
- Hermia w Śnie nocy letniej (John Neumeier)
- Julia w Romeo i Julii (Krzysztof Pastor)
- Miranda w Burzy (Krzysztof Pastor)
- Duet 4 w Adagio & Scherzo Schuberta (Krzysztof Pastor)
- Ona w Personie (Robert Bondara)
- Solistka w Chromie (Wayne McGregor)
- Solistka 1 i Duet w Chopinianach (Michaił Fokin / Alexei Fadeyechev)
- Mlle Gattai w Casanovie w Warszawie (Krzysztof Pastor)
- Piccilia, przyjaciółka Kitri w Don Kichocie (trad. / Alexei Fadeyechev)
- Cztery Łabędzie w Jeziorze łabędzim (z nowym librettem, Krzysztof Pastor, obraz wg Lwa Iwanowa)
- Odrodzona 2. w Koncercie f-moll Chopina (kreacja, Krzysztof Pastor)
- Elwira w Mężu i żonie (Anna Hop)